# 雷文加德坎波斯
雷文加德坎波斯，是西班牙卡斯蒂利亚-莱昂帕伦西亚省的一个市镇。 总面积22平方公里，总人口178人（2001年），人口密度8人/平方公里。